# Яйце (місто)
Яйце (босн. і хорв. Jajce, серб. Jajцe) — місто в центральній частині Боснії і Герцеговини, адміністративний центр однойменної громади в Середньобоснійському кантоні Федерації Боснії та Герцеговини. 1991 року налічувало 13 579 мешканців.  

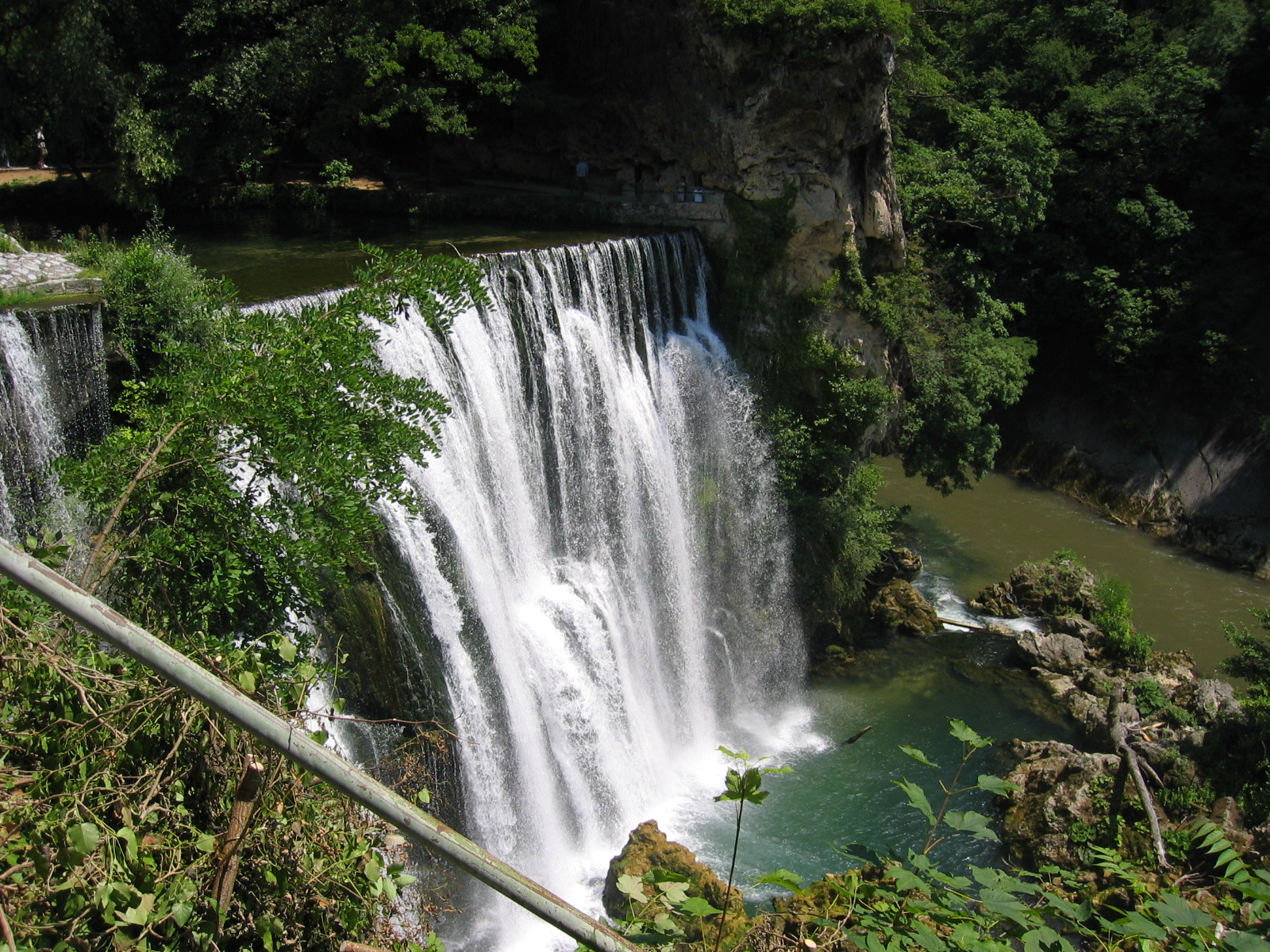
Водоспад у Яйці

Яйце — одне з найважливіших міст у боснійській, хорватській та югославській історії. Історичну частину міста Яйце в 2008 році було висунуто на занесення у список об'єктів світової спадщини ЮНЕСКО, але 2009 року кандидатуру було відкликано.

## Географія
Місто лежить у котловині, при впадінні річки Пливи у Врбас. Висота над рівнем моря фортеці Яйце становить 470 м, найнижча висота у місті — 362,5 м.

## Історія

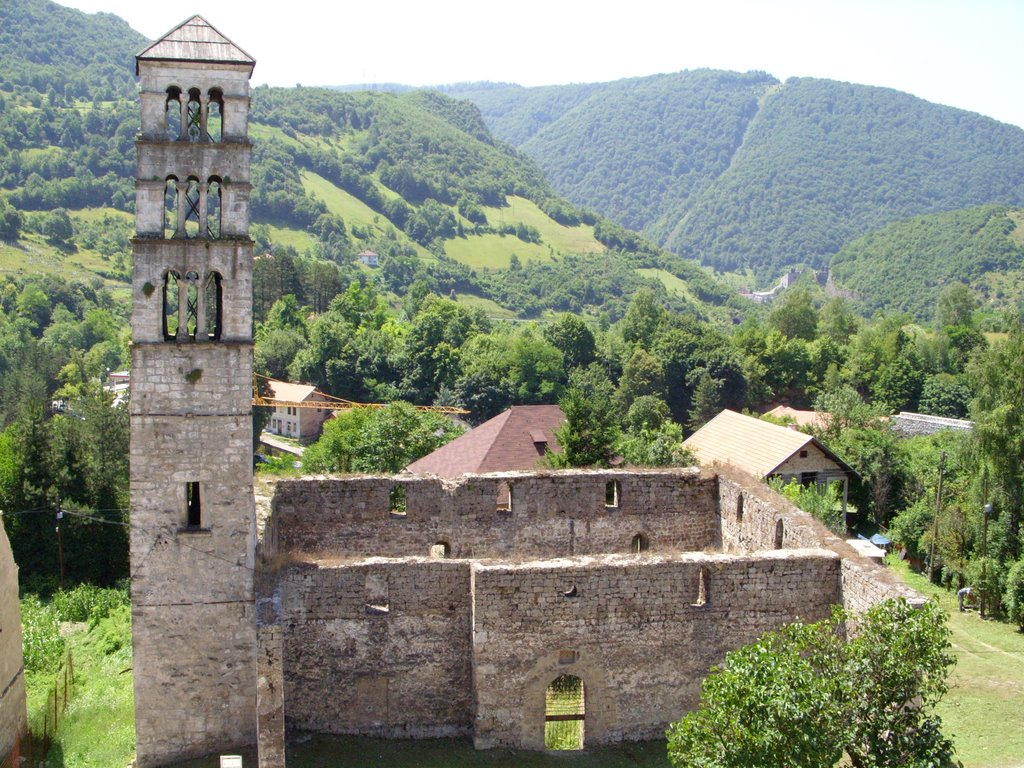
Церква Святої Марії з дзвіницею Святого Луки

Найдавніша письмова згадка про Яйце сягає 1396, вона містилася в титулі Хрвоє Вукчича Хрватинича, який звався «conte de Jajce» (граф Яйця). Саме в цьому місті була його резиденція, а потім і боснійських королів. Тут загинув останній боснійський король Стефан Томашевич у 1463 року.
У Яйці наприкінці ХІХ — на початку ХХ століття майже зовсім не було православного населення.
У Королівстві Югославія після поділу країни на дев'ять бановин у 1929 році місто ввійшло до складу Врбаської бановини. У НДХ з 1941 року було центром однойменної округи (хорв. kotarska oblast Jajca) у складі великої жупи Плива і Рама (хорв. Velika župa Pliva i Rama). Після падіння фашистської Італії та створення Бихацької республіки містом на короткий час оволоділи югославські партизани. З липня 1944 року перебувало у Великій жупі Лашва-Плива. У Яйці 29 листопада 1943 проведено Друге засідання Антифашистської ради народного визволення Югославії. Будівля, де це відбулося, стала пам'яткою національного значення.
Після 18 листопада 1991 року Яйце ввійшло в Хорватську співдружність Герцег-Босна. Після великосербської операції «Врбас 92», розпочатої у березні 1992 року, і програної оборонцями міста битви за Яйце хорвати і мусульмани, а це майже все населення, покинули місто і сербські сили захопили його. 30 000 осіб стали втікачами. За час сербської окупації місто істотно розорили, було знищено більшу частину пам'яток культури та релігійних об'єктів. Церкву Успіння Пресвятої Діви Марії розвалили до основи, залишивши купу руїн. Місто після трьох років сербської окупації визволили хорватська армія і ХРО. Населення повернулося до міста.

## Населення
| Яйце               |                |                |                |       |
| рік перепису       | 1991           | 1981           | 1971           | 1961  |
| мусульмани         | 5.277 (38,86%) | 4.068 (34,13%) | 4.220 (46,23%) | 300   |
| серби              | 3.797 (27,96%) | 3.046 (25,55%) | 2.403 (26,32%) | 2.250 |
| хорвати            | 1.899 (13,98%) | 1.991 (16,70%) | 2.148 (23,53%) | 1.951 |
| югослави           | 2.217 (16,32%) | 2.632 (22,08%) | 184 (2,01%)    | 2.212 |
| інші і невизначені | 389 (2,86%)    | 181 (1,51%)    | 172 (1,88%)    | 140   |
| загалом            | 13.579         | 11.918         | 9.127          | 6.853 |

## Галерея

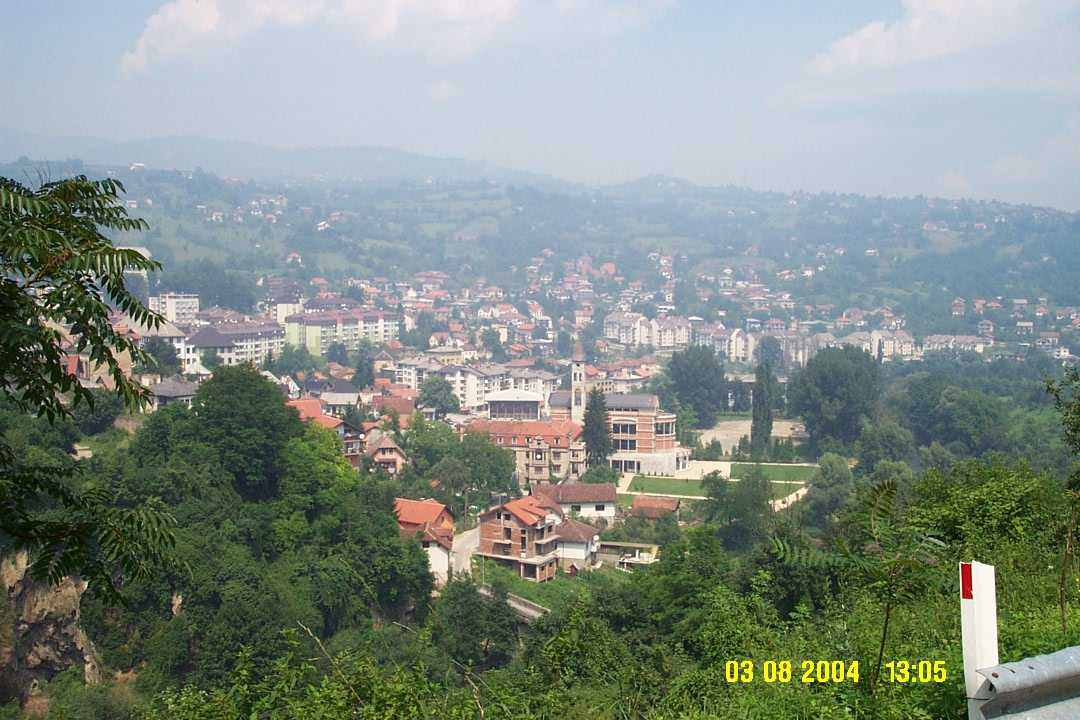
Вид на Яйце
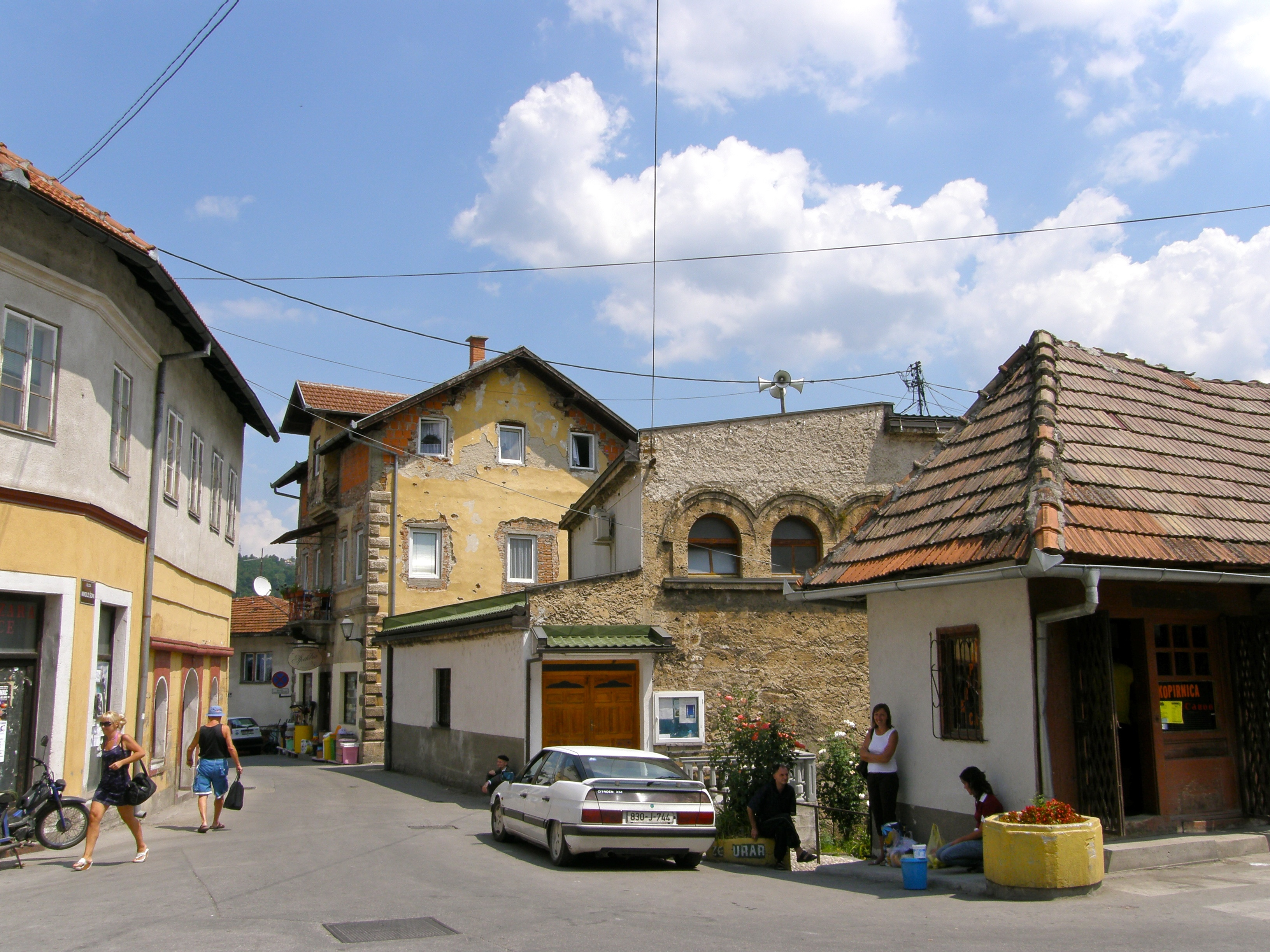
Старе місто
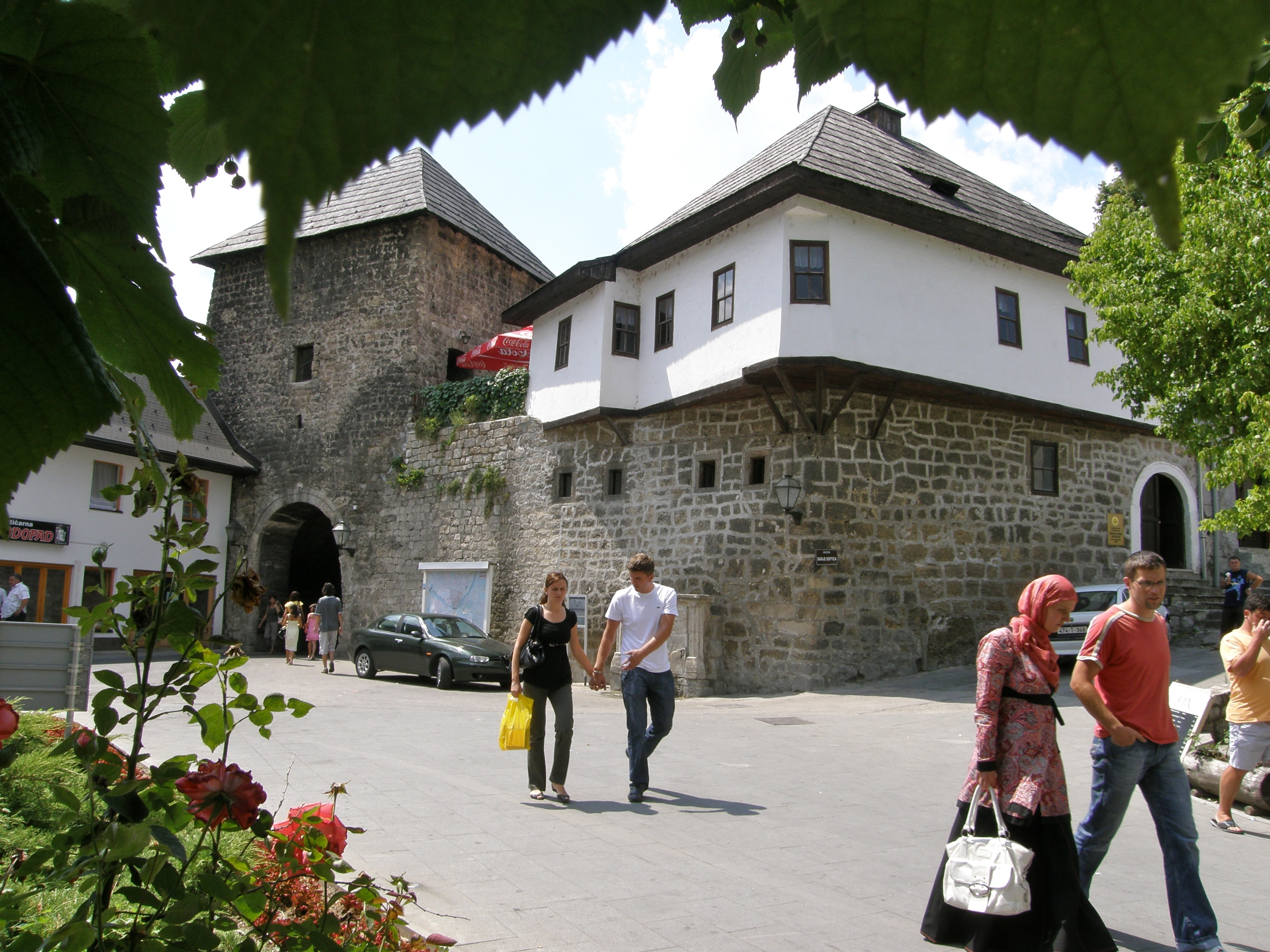
У старому місті
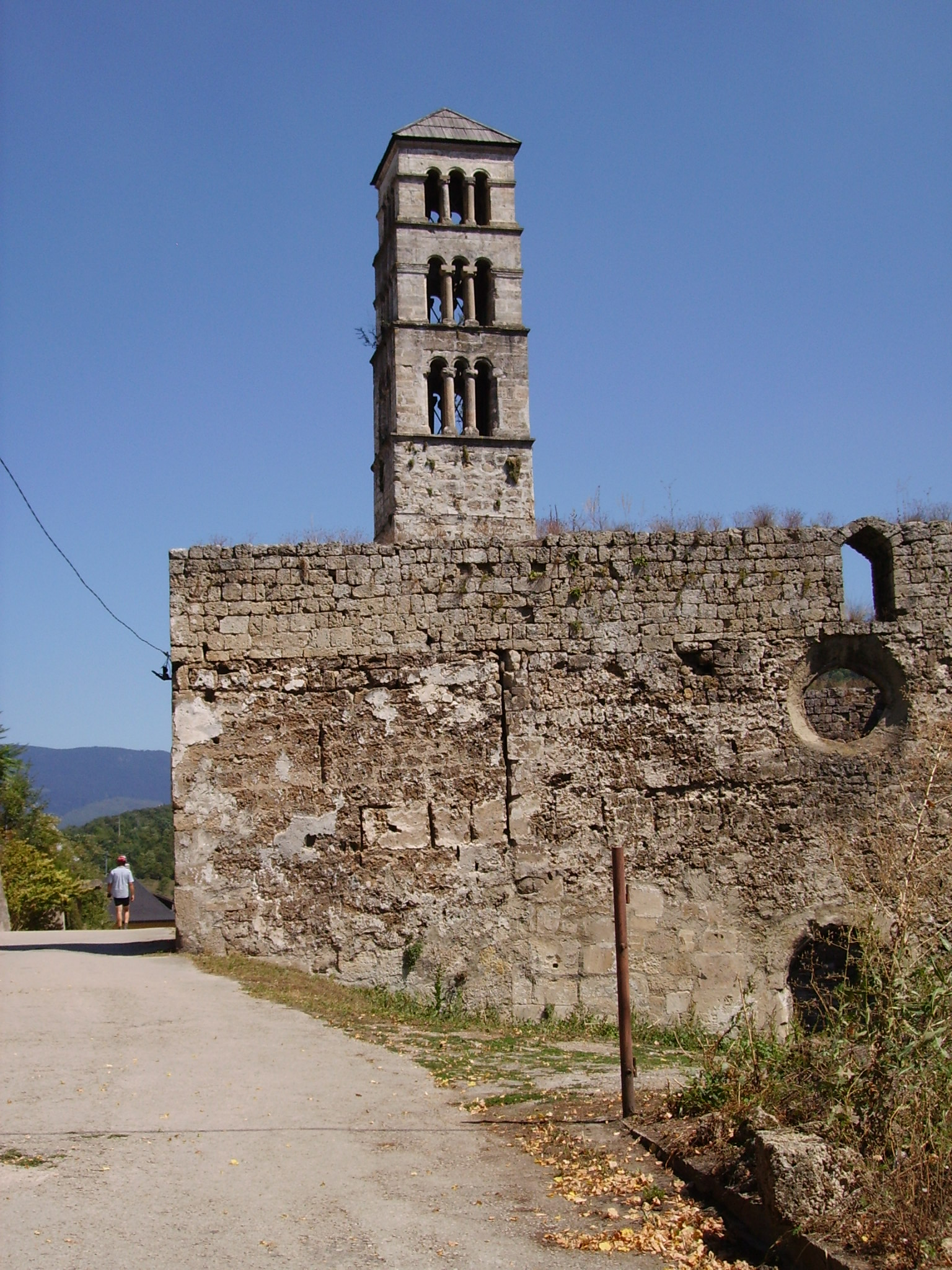
Дзвіниця Св. Луки
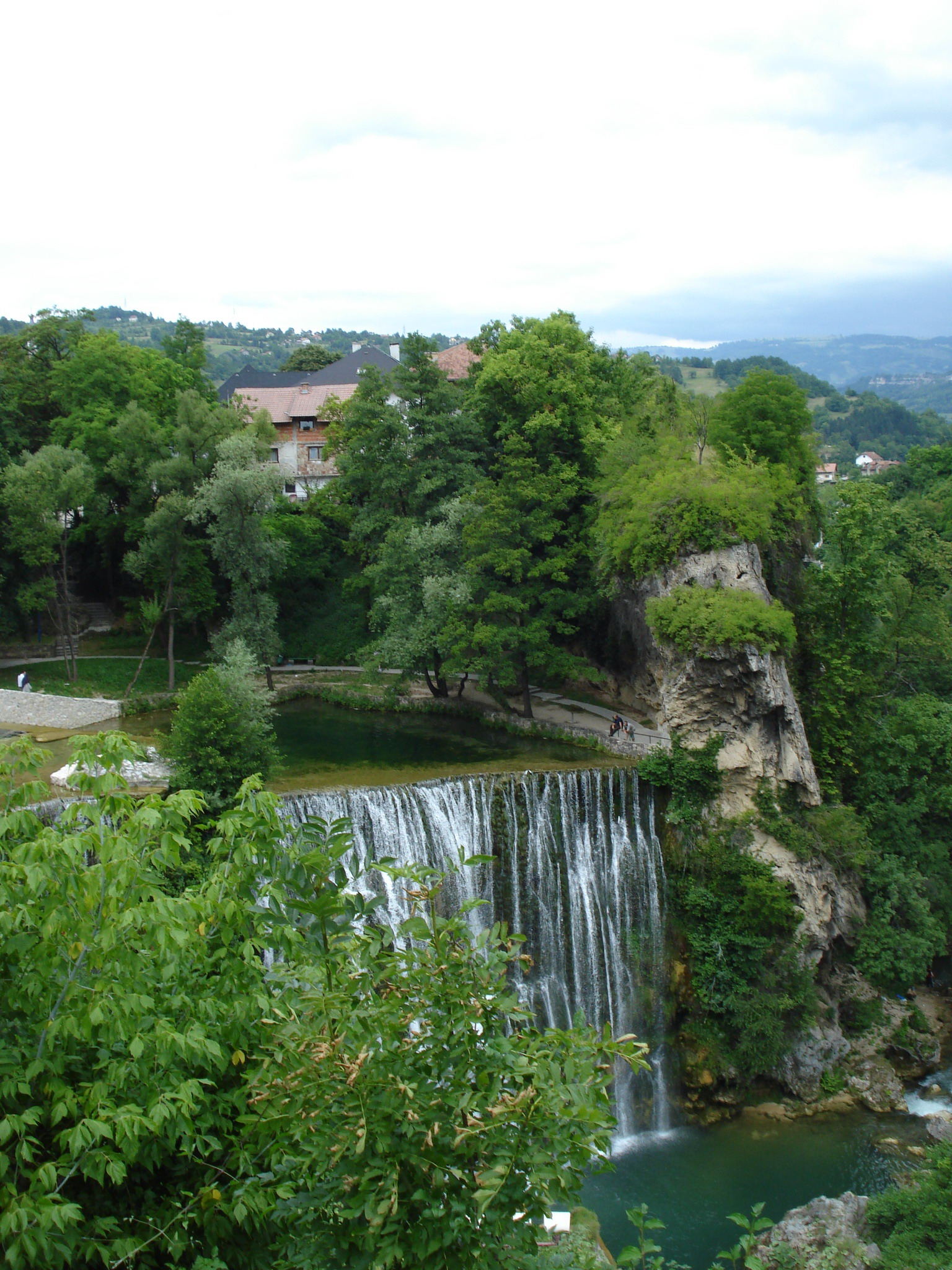
Водоспад
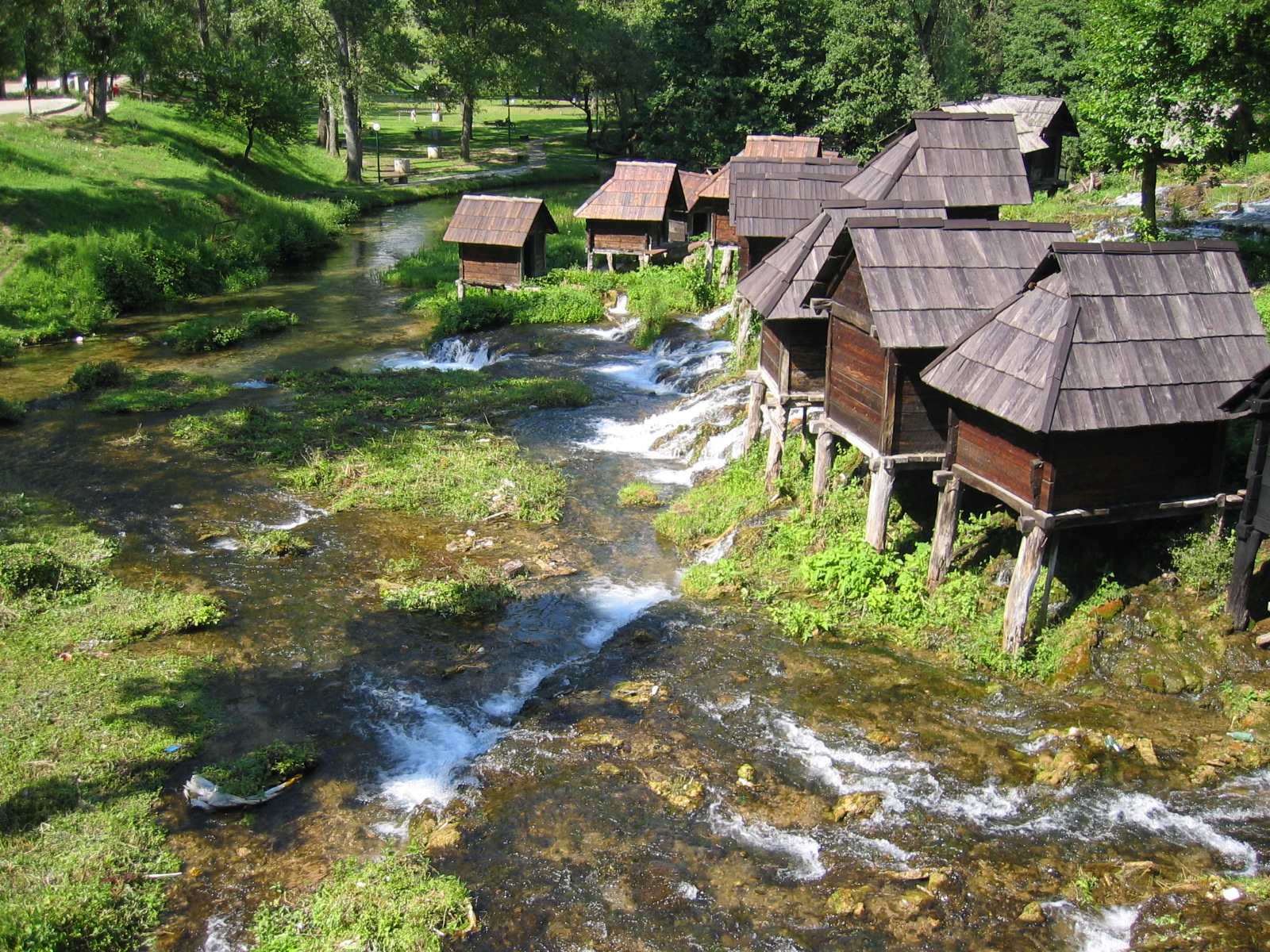
Водяні млини на Пливі